# Уравнение состояния Ми — Грюнайзена
Уравнение состояния Ми — Грюнайзена — это уравнение, описывающее связь между давлением и удельным объёмом в среде при заданной температуре. Это уравнение в том числе используется для определения давления в процессе ударного сжатия твёрдого тела. Названо в честь немецкого физика Эдуарда Грюнайзена. Уравнение состояния Ми — Грюнайзена представляется в следующей форме:
{\displaystyle p-p_{0}={\frac {\Gamma }{V}}(e-e_{0}),}
где {\displaystyle p_{0}} и {\displaystyle e_{0}} — давление и внутренняя энергия в известном начальном состоянии, {\displaystyle V} — объём, {\displaystyle p} — полное давление, {\displaystyle e} — внутренняя энергия, и {\displaystyle \Gamma } — безразмерный коэффициент Грюнайзена, который определяет тепловое давление в правой части из тепловой энергии колеблющихся атомов, а {\displaystyle p_{0}} — давление на известной кривой в плоскости {\displaystyle p-V}, например изотерм при комнатной температуре или абсолютном нуле (холодное давление).
Функция Грюнайзена — мера изменения давления при изменении энергии системы при постоянном объёме. Она определяется по соотношению:
{\displaystyle \Gamma =V\left({\frac {dp}{de}}\right)_{V}.}
Производная берётся при постоянном объёме.
Уравнение Ми — Грюнайзена предполагает линейную зависимость давления от внутренней энергии. Для определения функции Грюнайзена используются методы статистической физики и предположение о линейности межатомных взаимодействий.
Оно используется для решения определённых термо-механических задач: определении эффектов ударной волны, термическом расширении твёрдых тел, быстром нагревании материалов из-за поглощения ядерного излучения.
Для вывода уравнения Ми — Грюнайзена используется уравнение Ранкина-Гюгонио для сохранения массы, момента и энергии:
{\displaystyle \rho _{0}U_{s}=\rho (U_{s}-U_{p})~~,\quad p_{H}-p_{H0}=\rho _{0}U_{s}U_{p}~~,\quad p_{H}U_{p}=\rho _{0}U_{s}\left({\frac {U_{p}^{2}}{2}}+E_{H}-E_{H0}\right),}
где ρ0 — относительная плотность, ρ — плотность после ударного сжатия, pH — давление Гюгонио, EH — удельная внутренняя энергия (на единицу массы) Гюгонио, Us — скорость удара, и Up — скорость частиц.

## Параметры для различных материалов
Типичные различные для разных материалов величины для моделей в форме Ми — Грюнайзена.
| Материал | {\displaystyle \rho _{0}} (kg/m3) | {\displaystyle c_{0}} (m/s) | {\displaystyle s} | {\displaystyle \Gamma _{0}} | {\displaystyle \alpha } | {\displaystyle p_{0}} | {\displaystyle e_{0}} (K) |
| -------- | --------------------------------- | --------------------------- | ----------------- | --------------------------- | ----------------------- | --------------------- | ------------------------- |
| Медь     | 8924                              | 3910                        | 1.51              | 1.96                        | 1                       | 0                     | 0                         |
| Вода     | 1000                              | 1483                        | 2.0               | 2.0                         | 10−4                    | 0                     | 0                         |

## Параметр Грюнайзена для идеальных кристаллов с парными взаимодействиями
Выражение для параметра Грюнайзена для идеальных кристаллов с парными взаимодействиями в пространстве размерности {\displaystyle d} имеет вид:
{\displaystyle \Gamma _{0}=-{\frac {1}{2d}}{\frac {\Pi '''(a)a^{2}+(d-1)\left[\Pi ''(a)a-\Pi '(a)\right]}{\Pi ''(a)a+(d-1)\Pi '(a)}},}
где {\displaystyle \Pi } — потенциал межатомного взаимодействия, {\displaystyle a} — равновесное расстояние, {\displaystyle d} — размерность пространства. Связь параметра Грюнайзена с параметрами потенциалов Леннард-Джонса, Ми и Морзе представлена в таблице.
| Решетка             | Размерность               | Потенциал Леннард-Джонса                       | Потенциал Ми                                       | Потенциал Морзе                                          |
| ------------------- | ------------------------- | ---------------------------------------------- | -------------------------------------------------- | -------------------------------------------------------- |
| Цепочка             | {\displaystyle d=1}       | {\displaystyle 10{\frac {1}{2}}}               | {\displaystyle {\frac {m+n+3}{2}}}                 | {\displaystyle {\frac {3\alpha a}{2}}}                   |
| Треугольная решётка | {\displaystyle d=2}       | {\displaystyle 5}                              | {\displaystyle {\frac {m+n+2}{4}}}                 | {\displaystyle {\frac {3\alpha a-1}{4}}}                 |
| ГЦК, ОЦК            | {\displaystyle d=3}       | {\displaystyle {\frac {19}{6}}}                | {\displaystyle {\frac {n+m+1}{6}}}                 | {\displaystyle {\frac {3\alpha a-2}{6}}}                 |
| «Гиперрешётка»      | {\displaystyle d=\infty } | {\displaystyle -{\frac {1}{2}}}                | {\displaystyle -{\frac {1}{2}}}                    | {\displaystyle -{\frac {1}{2}}}                          |
| Общая формула       | {\displaystyle d}         | {\displaystyle {\frac {11}{d}}-{\frac {1}{2}}} | {\displaystyle {\frac {m+n+4}{2d}}-{\frac {1}{2}}} | {\displaystyle {\frac {3\alpha a+1}{2d}}-{\frac {1}{2}}} |

Выражение для параметра Грюнайзена одномерной цепочки с взаимодействиями посредством потенциала Ми, приведенное в таблице, в точности совпадает с результатом статьи.